# 1957년 칸 영화제
제10회 칸 영화제는 1957년 5월 2일부터 1957년 5월 17일까지 열린 영화제이다. 프랑스 칸에서 개최되었다.

## 수상

### 황금종려상
- 우정어린 설득 - 윌리엄 와일러 수상

### 심사위원대상
- 제7의 봉인 - 잉그마르 베르히만 수상

### 감독상
- 사형수 탈출하다 - 로베르 브레송 수상

### 여우주연상
- 카비리아의 밤 - 줄리에타 마시나 수상

### 남우주연상
- Dolina miru - 존 키즈밀러 수상

### OCIC상
- 카비리아의 밤 - 페데리코 펠리니